# Asteliaceae

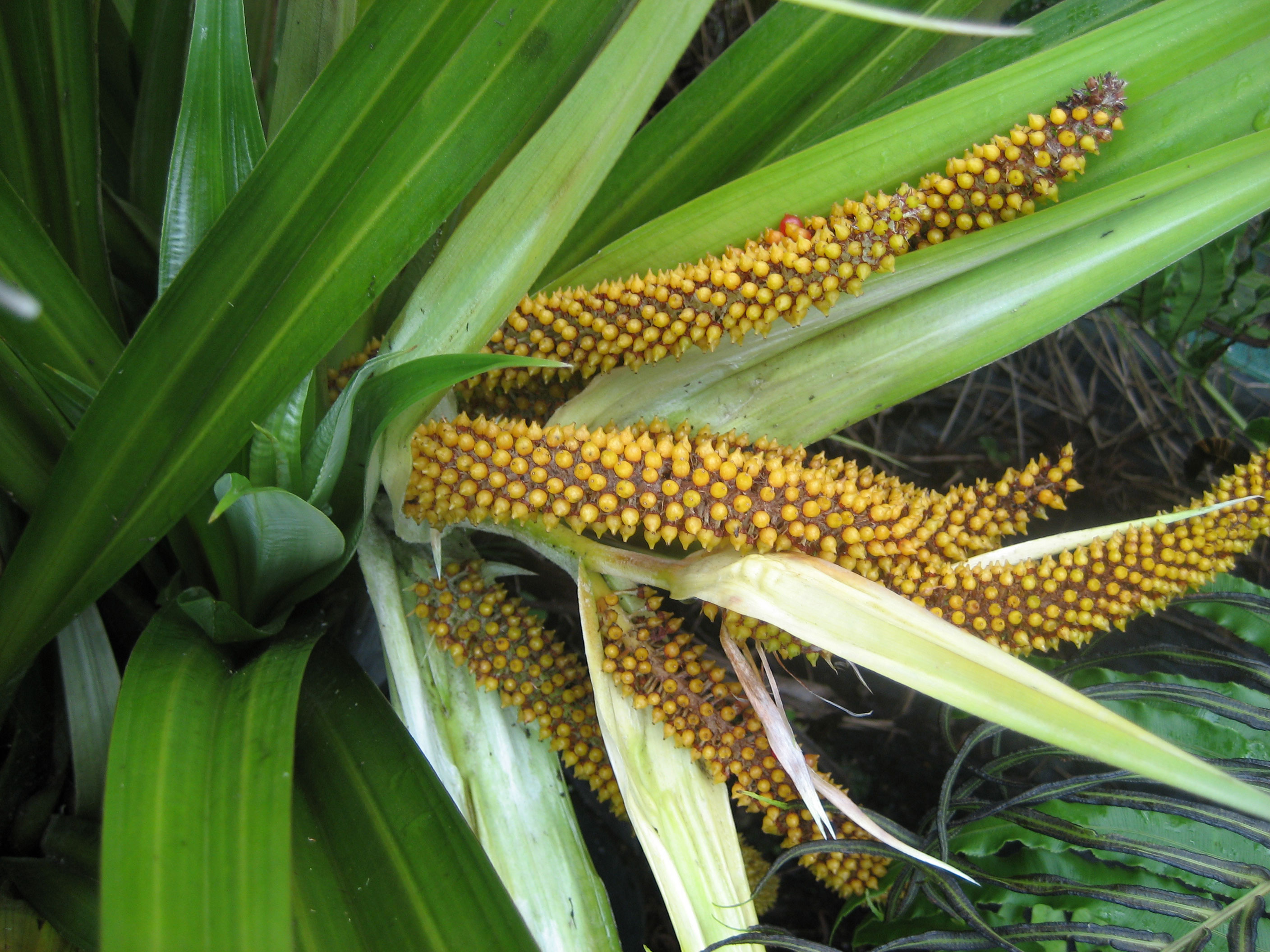
Collospermum hastatum (Syn.: Astelia hastata) von Neuseeland

Die Asteliaceae sind eine Familie in der Ordnung der Spargelartigen (Asparagales) innerhalb der Einkeimblättrigen Pflanzen (Monokotyledonen).

## Verbreitung
Die Arten haben ihre Areale von Neuseeland bis Neuguinea, von den pazifischen Inseln nach Osten bis Hawaii, in Chile und auf den Maskarenen.

## Beschreibung
Es sind mehrjährige krautige Pflanzen, die Rhizome ausbilden. 
Die Blütenstände sind verzweigt mit großen Hochblättern. Die zwittrigen Blüten sind radiärsymmetrisch und meist dreizählig, einzelne Taxa können aber bestimmte Blütenorgane in größerer Zahl aufweisen. Die Blütenhüllblätter sind gleichgestaltet (Perigon). Es wird eine Kapselfrucht oder meist eine Beere gebildet.

## Systematik
In der Familie der Asteliaceae gibt es zwei bis vier Gattungen mit etwa 37 Arten: 
- Astelia Banks & Sol. ex R. Br., mit etwa 31 Arten von den Maskarenen, Neuguinea, Australien, Neuseeland und Polynesien bis Hawaii, Chile und Neukaledonien
- Collospermum Skottsb., mit fünf Arten in Neuseeland, den Fidschi-Inseln und Samoa. Nach R. Govaerts sind die Arten zur Gattung Astelia zu stellen.[1]
- Milligania Hook. f., mit etwa fünf Arten in Tasmanien[1]
- Neoastelia J.B. Williams, mit nur einer Art:
  - Neoastelia spactabilis J.B. Williams; sie kommt im nordöstlichen New South Wales vor.[1]

Nach der APWebsite gehören nur diese vier Gattungen zur Familie, andere Quellen zählen auch die Keulenlilien  (Cordyline), die bei der APWebsite zu den Laxmanniaceae gehören, dazu. 